# Lista de locais da série Mario

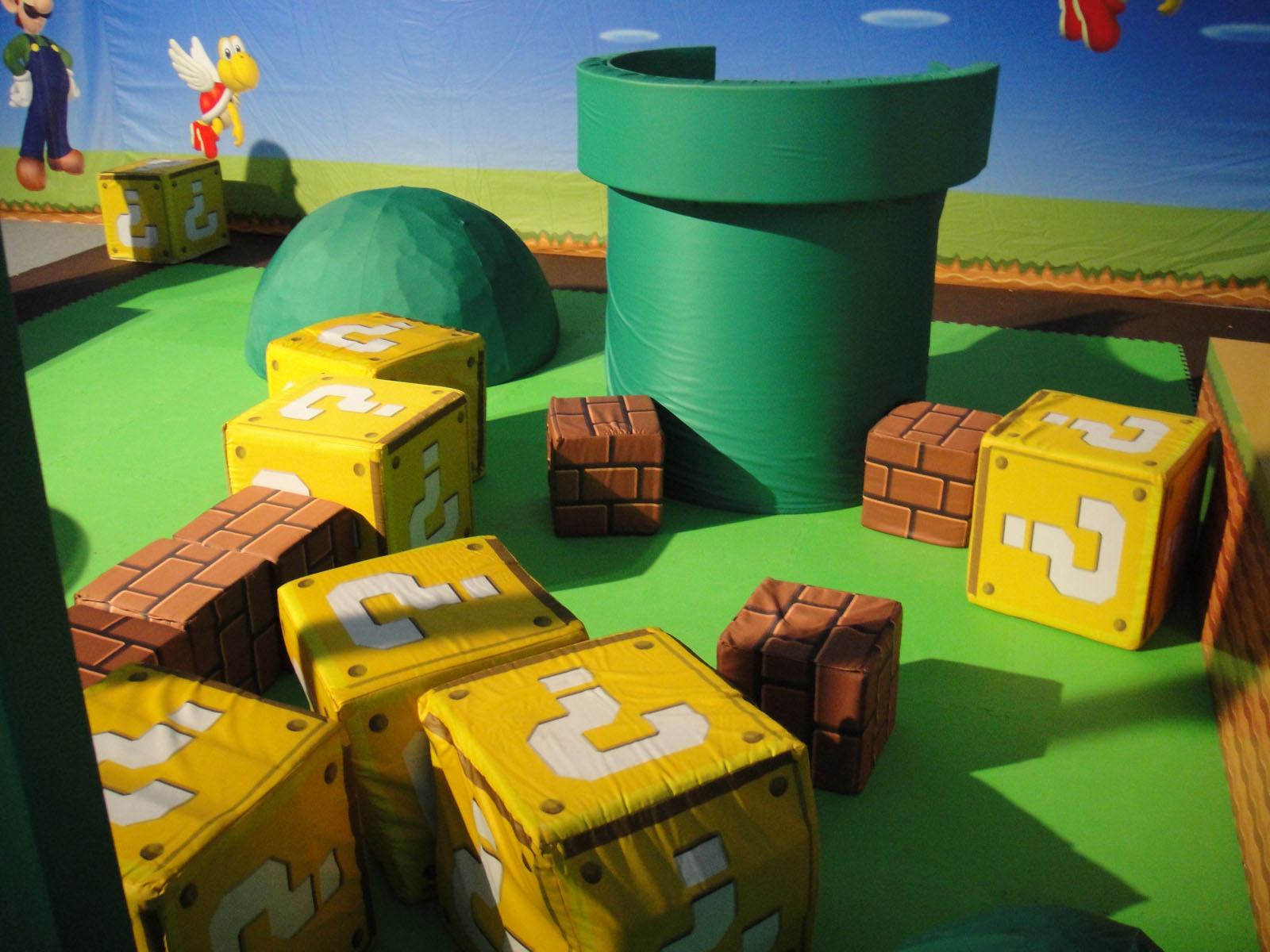
Jogos Wii Verão 2010 - Mario's Kid Zone

Este é um anexo sobre os locais fictícios existentes na franquia Mario.

## BeanBean Kingdom
É o reino vizinho ao Mushroom Kingdom, local onde acontece toda a história do jogo: Mario&Luigi: Superstar Saga, o único onde aparece. Seu governante é a Queen Bean, que conta com a ajuda de sua fiel companheira Lady Lima e de seu filho, o Prince Peasley.
A capital, de acordo com o jogo é BeanBean Castletown, sendo a maior área do reino, onde abriga o BeanBean Castle.
O reino é dividido em 11 áreas:
- Stardust Fields (a 1ª área do reino)
- HooHoo Mountain (dividido em HooHoo Village, HooHoo Mountain e HooHoo Mountain Base)
- Guffawha Ruins
- BeanBean Fields (compreende o BeanBean International Airport)
- Chateau de Chucklehuck
- Chucklehuck Woods
- Woohoo Hooniversity
- Teehee Valley
- Oho Ocean
- Oho Oasis
- Fire Palace
- Thunder Palace
- BeanBean Castle
- BeanBean Castletown
- Joke's End (um palácio de gelo)
- Gwarhar Lagoon
- Little Fungitown (pequena comunidade do Mushroom Kingdom)

Pra facilitar as viagens pelo reino, existem os green pipes, que funcionam como transportador por 9 áreas.
Existem também os yellow pipes que transportam as pessoas para o fundo do Oho Ocean, Gwarhar Lagoon, e Teehee Valley.

## Reino Cogumelo
Reino Cogumelo é o local onde se passa a maioria dos videogames do personagem Mario. Supostamente um reino, seu real chefe de estado é uma figura nunca vista nos games, por isso informalmente a Princesa Peach Cogumelo é considerada como tal. Em Super Mario RPG, um chanceler é o chefe de governo. A capital, de acordo com Paper Mario, é Toad Town. O Reino Cogumelo é habitado por Koopa Troopas, Goombas e Bus, mas principalmente pela raça de cogumelos humanóides, os Toads.
Teve referencia com o nome de "Mundo Cogumelo" no filme do Sonic 2019, o ouriço fala que não gosta desse mundo. 
O Reino Cogumelo é vizinho do BeanBean Kingdom.

## Reino dos Koopas
Reino dos Koopas é o local governado por Bowser onde se passa a maioria das vezes como o mundo final dos jogos de Mario. Em Super Mario World 2: Yoshi's Island, este reino é governado por Bowser quando este ainda era uma criança e o conselheiro real é Kamek. De acordo com Super Mario Bros. 3, a sede governamental é o Castelo de Bowser que sempre tem que reformar ou construir em outro lugar devido os vulcões que infestam esse reino. Como o nome indica, Koopa Kingdom é habitado principalmente pela raça de tartarugas mutantes, os Koopas. Mas tem outras criaturas que habitam nesse reino como: Shy Guys, Chomps, Podoboos, Magmaarghs e esqueletos vivos de outras espécies.
A Koopa Kingdom é vizinho do Dinosaur Land.

## Outros
- Super Mario Bros. 2 introduz Subcon, um local misterioso dos sonhos de Mario. O rei é o sapo Wart, que trabalha para Bowser.
- Super Mario Bros. 3 se passa no Mushroom World, um conjunto de oito reinos independentes. Sete deles são "Kingdoms Mushroom", governado por reis Cogumelo independentes. Os diferentes reinos são Grass Land (a planícies reino), Desert Hill (um deserto reino), Ocean Side (um reino do oceano), Big Island (um reino onde tudo é maior), The Sky, Land Iced (um reino ártico) e labirinto Pipe (um pequeno reino ilha repleta de um labirinto de tubos urdidura). O oitavo mundo é conhecido como "Dark Land" e é regido por Bowser: o rei dos Koopas. O manual de instruções para o jogo estados Bowser tinha assumido o Reino do Cogumelo, que seria uma porta de entrada para o Mushroom World.
- Super Mario Land acontece em Sarasaland, uma região fora do Mushroom Kingdom. É governado pela Princesa Daisy. As espécies presentes em Sarasaland variam de monstros tiki até alienígenas gigantes como os sphinxes, bem como inimigos similares aos presentes em outros jogos da série. Os reinos que compõem Sarasaland incluem Muda, Easton, Birabuto e Chai, respectivamente, um reino oceânico e reproduções da Ilha de Páscoa, Egito e China.
- Super Mario World introduziu Dinosaur Land, um continente em separado onde Mario, Luigi, e a Princesa Toadstool viajam em férias após os eventos de Super Mario Bros. 3.[3] Ele consite em áreas como Yoshi's Island, Donut Plains, Vanilla Dome, Twin Bridges, Forest of Illusion, Chocolate Island, Valley of Bowser, Star World, e Special World. Yoshi's Island, local de Super Mario World 2: Yoshi's Island, é localizado dentro de Dinosaur Land.
- Super Mario Land 2: Six Golden Coins introduziu Mario Land, uma região que serve como casa de férias de Mario.
- Wario Land: Super Mario Land 3 se passa em Kitchen Island, outra realidade com locais em formato de alimentos. Mario é capaz de chegar à ilha de helicóptero.[carece de fontes?]
- Super Mario Sunshine introduziu a Ilha Delfino, uma ilha tropical em algum lugar fora do Reino do Cogumelo. É composta de diversos portos, praias, hotéis, parques e vilas. Em vez de Toads ou humanos, a maioria dos residentes da ilha são criaturas tropicais chamadas Piantas e Nokis. Sua área central, Delfino Plaza, serve como um "hub world" em Super Mario Sunshine. Diferentes áreas da ilha podem ser acessadas através dos portais criados por tinta spray, em várias partes do local. Enquanto a Ilha Delfino apareceu somente nos jogos da série Super Mario, tem sido comumente usada nos jogos spin-off da série Mario, incluindo a série Mario Kart e o jogo de tabuleiro simulado Fortune Street.[carece de fontes?]

- Super Mario Galaxy e Super Mario Galaxy 2 se passam no espaço e contém várias galáxias.

- Super Mario 3D World ocorre no Reino Sprixie, onde os Sprixies vivem.